# Клас (фільм, 2008)
«Клас» (фр. Entre les murs, дослівно — «Між стінами») — французький кінофільм режисера Лорана Канте, поставлений у 2008 році за романом Франсуа Беґодо 2006 року «Між стінами». Автор виступив одним з авторів сценарію та зіграв у стрічці головну роль. Фільм було удостоєно «Золотої пальмової гілки» на 61-му Каннському кінофестивалі та низки інших кінопремій .

## Сюжет
Франсуа Марін працює учителем в середній школі в дуже неблагополучному районі. Скоро новий рік і в середній школі, Франсуа та його колеги-вчителі, починають приготування до майбутнього свята. У Франсуа трохи нестандартні методи викладання, які не зовсім зрозумілі його учням, і вони починають пред'являти претензії до нього. Тепер Франсуа піддається випробуванням, як в моральному плані так і у фізичному. Він повинен докласти чимало зусиль, щоб знайти спільну мову зі своїми підопічними.

## В ролях
| Актор(ка)             |   | Роль          |
| --------------------- | - | ------------- |
| Франсуа Беґодо        | • | Франсуа Марін |
| Агаме Малембо-Емене   | • | Ажаме         |
| Анжеліка Санкіо       | • | Анжеліка      |
| Артур Фогел           | • | Артур         |
| Бубакар Туре          | • | Бубакар       |
| Бурак Озілмаз         | • | Бурак         |
| Карл Нанор            | • | Карл          |
| Шеріф Бунаіджа Рачеді | • | Шеріф         |
| Далла Дукур           | • | Далла         |
| Есмеральда Уертані    | • | Есмеральда    |
| Франк Кейта           | • | Сулейман      |
| Ева Парадізо          | • | Ева           |
| Генріетта Касаруханда | • | Генріетта     |

## Нагороди та номінації
| Нагороди та номінації фільм «Клас» | Нагороди та номінації фільм «Клас»                | Нагороди та номінації фільм «Клас» | Нагороди та номінації фільм «Клас»            | Нагороди та номінації фільм «Клас» | Нагороди та номінації фільм «Клас» |
| Рік                                | Нагорода                                          | Категорія                          | Номінант                                      | Результат                          |                                    |
| ---------------------------------- | ------------------------------------------------- | ---------------------------------- | --------------------------------------------- | ---------------------------------- | ---------------------------------- |
| 2008                               | Каннський кінофестиваль                           | Золота пальмова гілка              | Золота пальмова гілка                         | Перемога                           |                                    |
| 2008                               | Європейський кіноприз                             | Найкращий фільм                    | Найкращий фільм                               | Номінація                          |                                    |
| 2008                               | Європейський кіноприз                             | Найкращий режисер                  | Лоран Канте                                   | Номінація                          |                                    |
| 2008                               | Мюнхенський кінофестиваль                         | Перша премія                       | Лоран Канте                                   | Перемога                           |                                    |
| 2009                               | Премія Академії кінематографічних мистецтв і наук | Найкращий фільм іноземною мовою    | Найкращий фільм іноземною мовою               | Номінація                          |                                    |
| 2009                               | Аргентинська асоціація кінокритиків               | Найкращий іноземний фільм          | Найкращий іноземний фільм                     | Перемога                           |                                    |
| 2009                               | Премія «Незалежний дух»                           | Найкращий іноземний фільм          | Найкращий іноземний фільм                     | Перемога                           |                                    |
| 2009                               | Премія «Люм'єр»                                   | Найкращий фільм                    | Найкращий фільм                               | Перемога                           |                                    |
| 2009                               | Премія «Люм'єр»                                   | Приз глядацький симпатій           | Лоран Канте                                   | Перемога                           |                                    |
| 2009                               | Премія «Сезар»                                    | Найкращий фільм                    | Найкращий фільм                               | Номінація                          |                                    |
| 2009                               | Премія «Сезар»                                    | Найкращий режисер                  | Лоран Канте                                   | Номінація                          |                                    |
| 2009                               | Премія «Сезар»                                    | Найкращий адаптований сценарій     | Франсуа Беґодо, Робен Кампійо, Лоран Канте    | Перемога                           |                                    |
| 2009                               | Премія «Сезар»                                    | Найкращий монтаж                   | Робен Кампійо, Стефан Леже                    | Номінація                          |                                    |
| 2009                               | Премія «Сезар»                                    | Найкраще звукове оформлення        | Олів'є Мовезен, Аньєсс Ревез, Жан-П'єр Лафорс | Номінація                          |                                    |
| 2009                               | Давид ді Донателло                                | Найкращий європейський фільм       | Найкращий європейський фільм                  | Номінація                          |                                    |
| 2009                               | Золота зірка французького кіно                    | Найкращий фільм                    | Найкращий фільм                               | Перемога                           |                                    |
| 2009                               | Аргентинська академія кіномистецтв і наук         | Найкращий іноземний фільм          | Найкращий іноземний фільм                     | Перемога                           |                                    |